# Pervalka

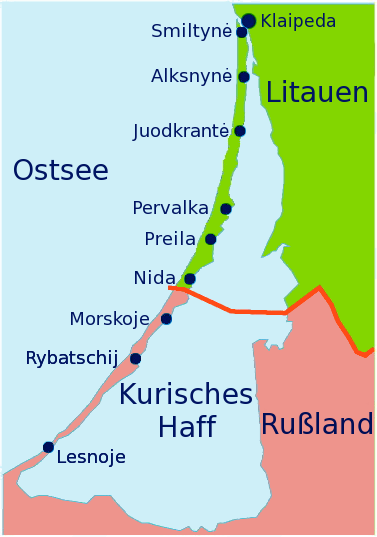
De plaatsen op de Koerse Schoorwal

Pervalka (Duits: Perwelk) is een plaats op de Koerse Schoorwal, een landtong die gedeeltelijk tot Litouwen en gedeeltelijk tot Rusland behoort. Pervalka ligt op het Litouwse deel en behoort, zoals alle Litouwse plaatsen op de landtong (op Smiltynė na), tot de gemeente Neringa. Na Alksnynė is Pervalka de kleinste nederzetting op de landtong. Juodkrantė ligt 15 kilometer ten noorden en Preila 5 kilometer ten zuiden van Pervalka. De dichtstbijzijnde grote stad is Klaipėda, 33 kilometer weg.

## Geschiedenis
Het dorp werd rond 1840 gesticht door vissers uit het plaatsje Nagliai (Duits: Neegeln), dat bedolven raakte onder de wandelende duinen op de Koerse Schoorwal. De dorpelingen braken dat wat te redden was van hun houten huizen af en bouwden ze in Pervalka opnieuw op. De naam is Nieuw-Koers voor ‘versleept’. Versleept waren de restanten van de huizen en het huisraad. Ook Preila is gesticht door uitgeweken bewoners van Nagliai.
In de jaren 1880 en 1881 verplaatsten de bewoners het dorp 1,5 kilometer naar het noorden, omdat het op zijn beurt bedreigd werd door de wandelende duinen. In 1900 kreeg het dorp een vuurtoren, die gelegen is op een klein kunstmatig eiland.
In het begin leefden er ca. 45 mensen. Het dorp groeide langzaam tot 176 inwoners in 1939. Tot 1945 hoorde het dorp bij de gemeente Preil (Preila), die onder de Pruisische Kreis Memel viel. Tussen 1920 en 1939 was het een deel van het Memelland, dat tussen 1923 en 1939 Litouws was. In 1939 werd het gebied overgedragen aan nazi-Duitsland en in 1945 kwam het onder de Litouwse Socialistische Sovjetrepubliek. De meerderheid van de bevolking, waarvan een groot deel Duitstalig was,  vertrok, al dan niet vrijwillig, naar Duitsland. Hun plaats werd ingenomen door Litouwers.
Vanaf 1947 hoorde het Litouwse deel van de Koerse Schoorwal bij de gemeente Klaipėda. In 1961 werden Alksnynė, Juodkrantė, Pervalka, Preila en Nida samengevoegd tot de gemeente Neringa. De schattingen over het huidige aantal inwoners van Pervalka variëren tussen 20 en 40. In het toeristenseizoen verblijven er veel meer mensen. Het dorp heeft een hotel en enkele vakantiehuisjes en appartementen.

## Bezienswaardigheden
Ten noorden van Pervalka liggen de Grijze Duinen (ook wel Dode Duinen), die dankzij de daar heersende harde wind nauwelijks begroeid zijn. Ze maken deel uit van het Naglių Gamtos Rezervatas (‘Natuurreservaat van Nagliai’). Hier heeft het dorpje Nagliai gelegen, dat onder de duinen is verdwenen. Op de plek waar het gelegen heeft, staat nu een informatiepaneel.
Aan de zuidkant van het dorp ligt een oud kerkhof.
Tussen Pervalka en Preila lag ooit Karvaičiai (Duits: Karwaiten), ook een dorp dat onder wandelende duinen bedolven is geraakt. Op de plaats van het voormalige dorp staat een houten beeld van de dichter Ludwig Rhesa (1776-1840), die uit Karvaičiai kwam en een gedicht wijdde aan de ondergang van het dorp.
Een fietspad verbindt Pervalka met Preila en Nida.

## Foto’s

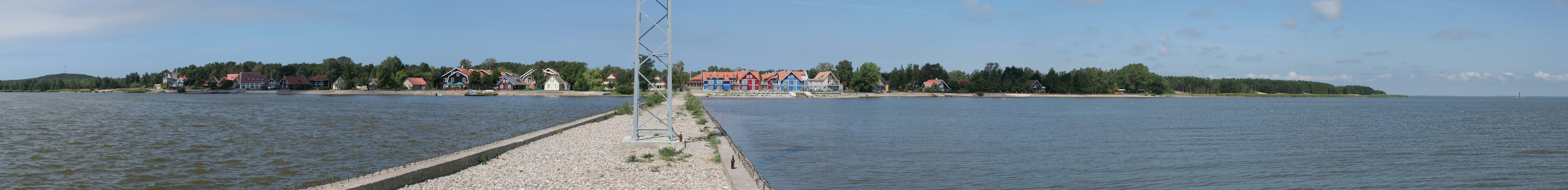
Panoramafoto van de haven

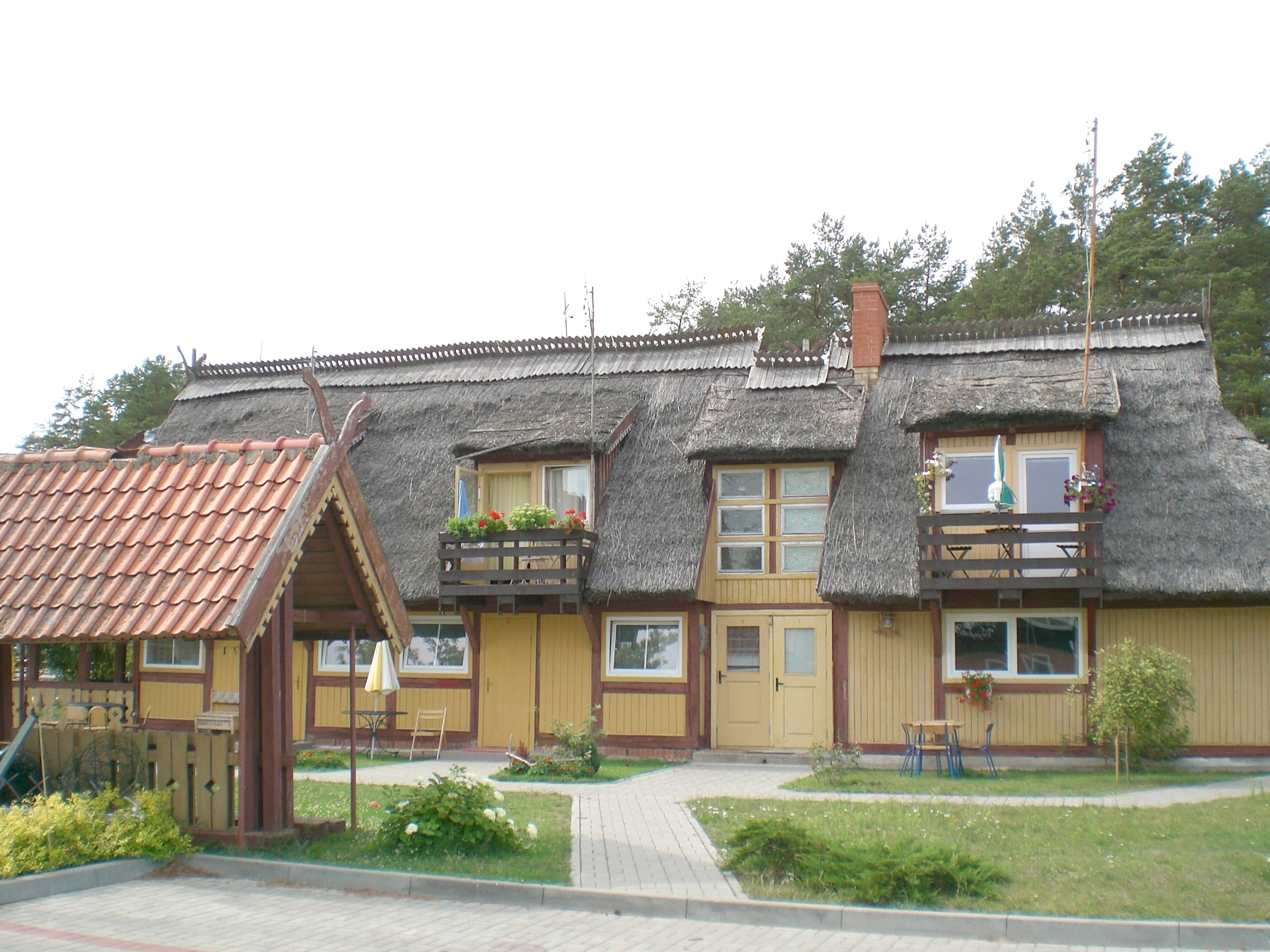
Vissershuis
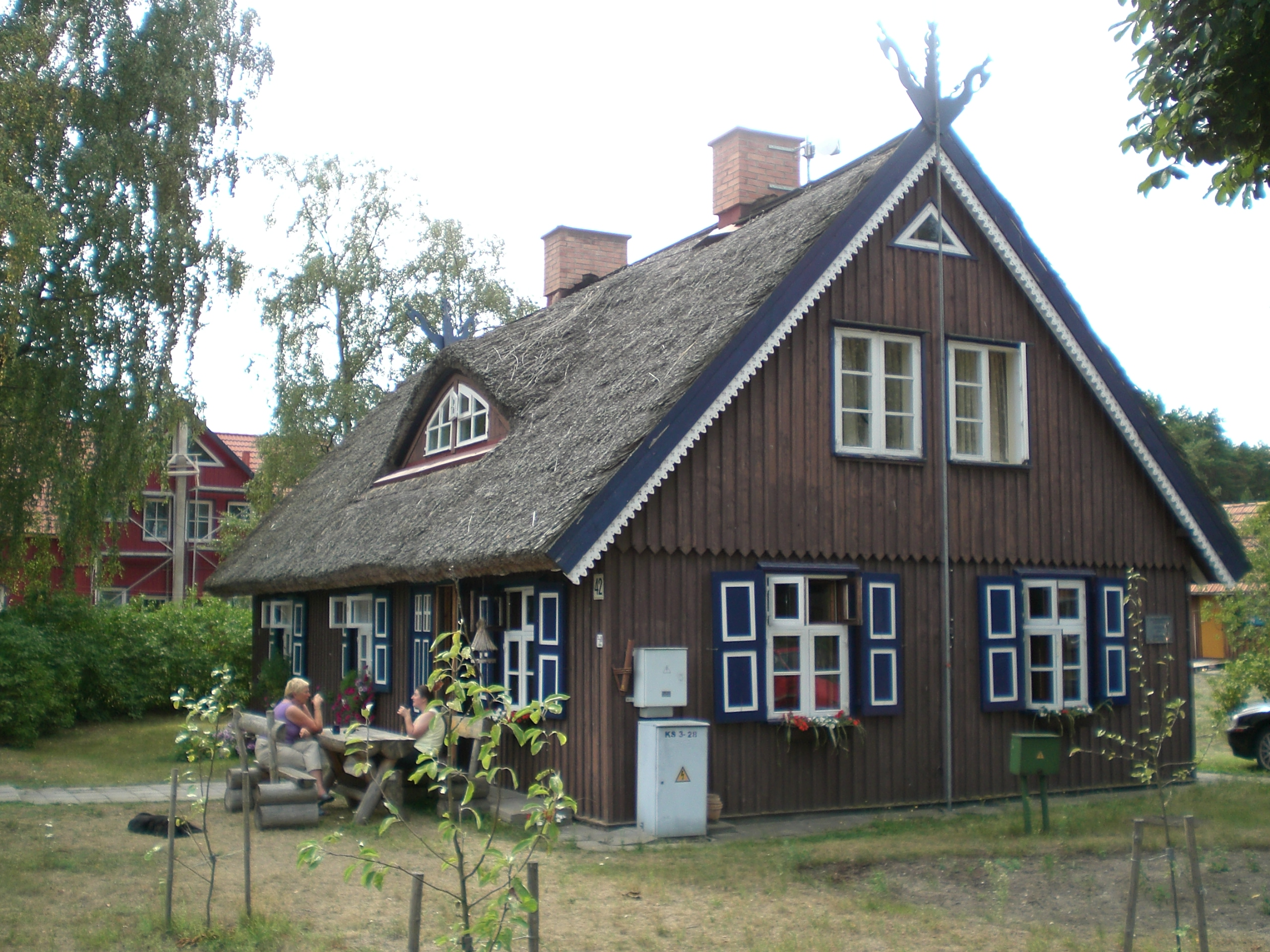
Vissershuis
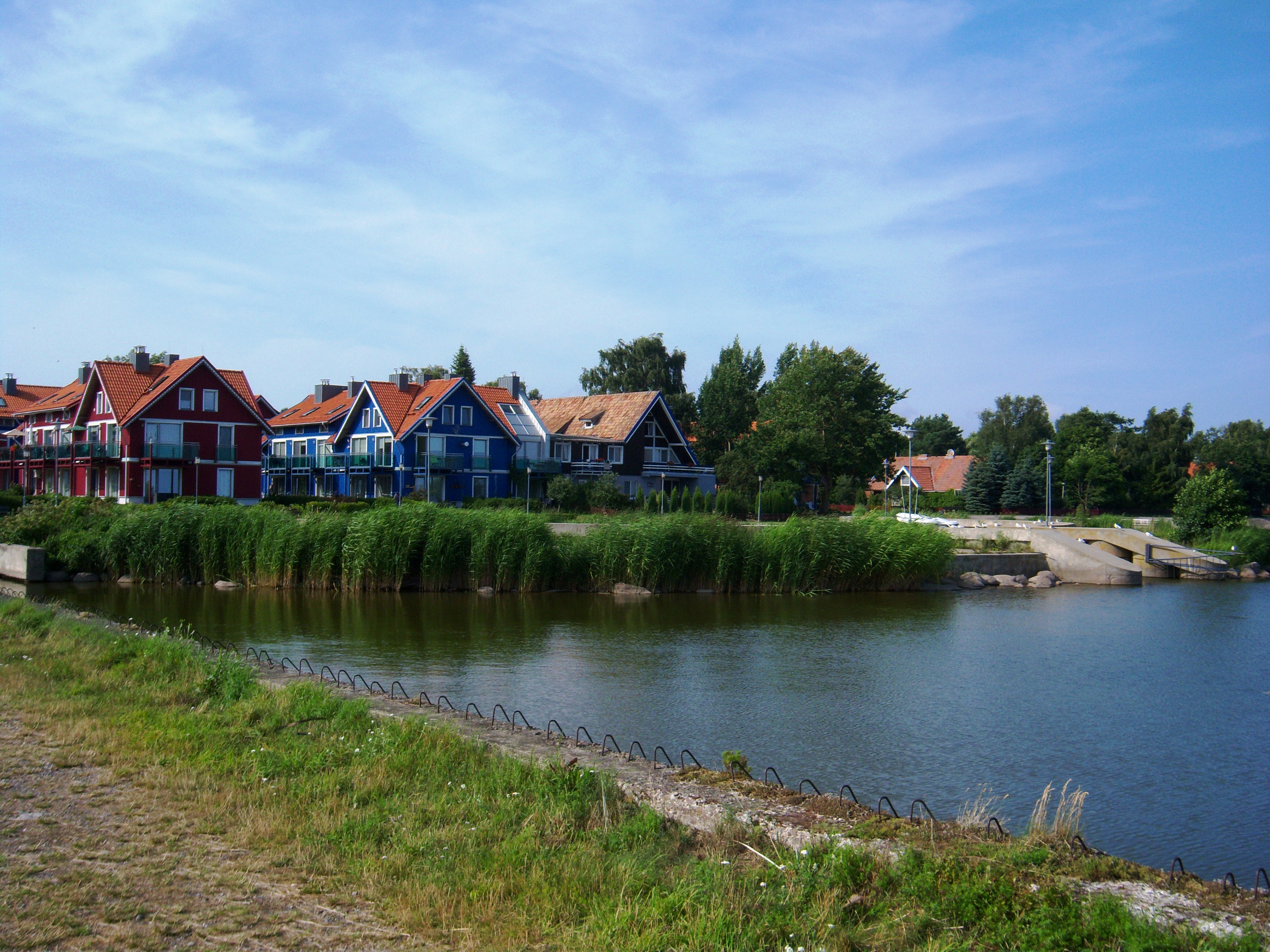
Pervalka aan het Koerse Haf
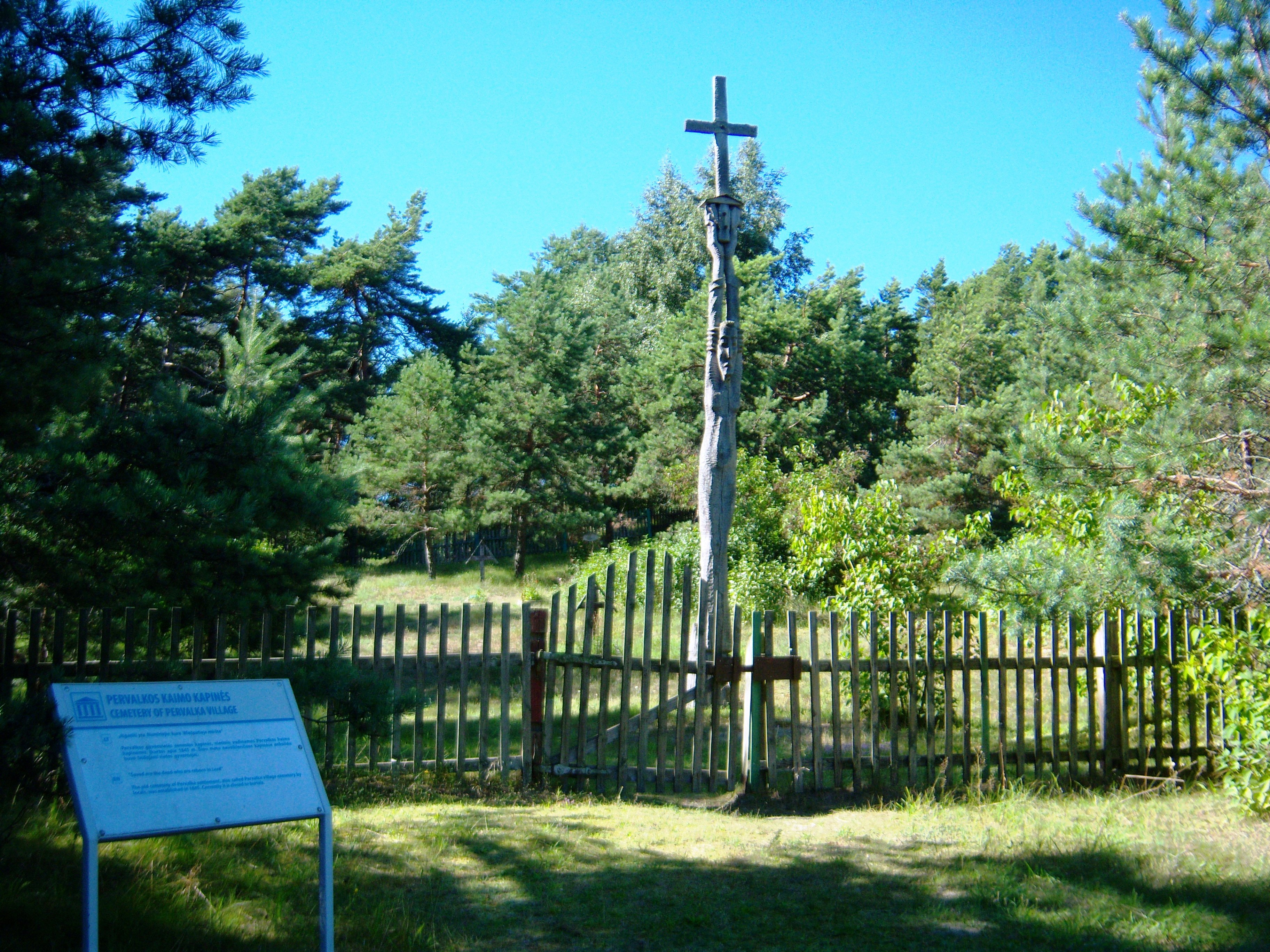
Het oude kerkhof
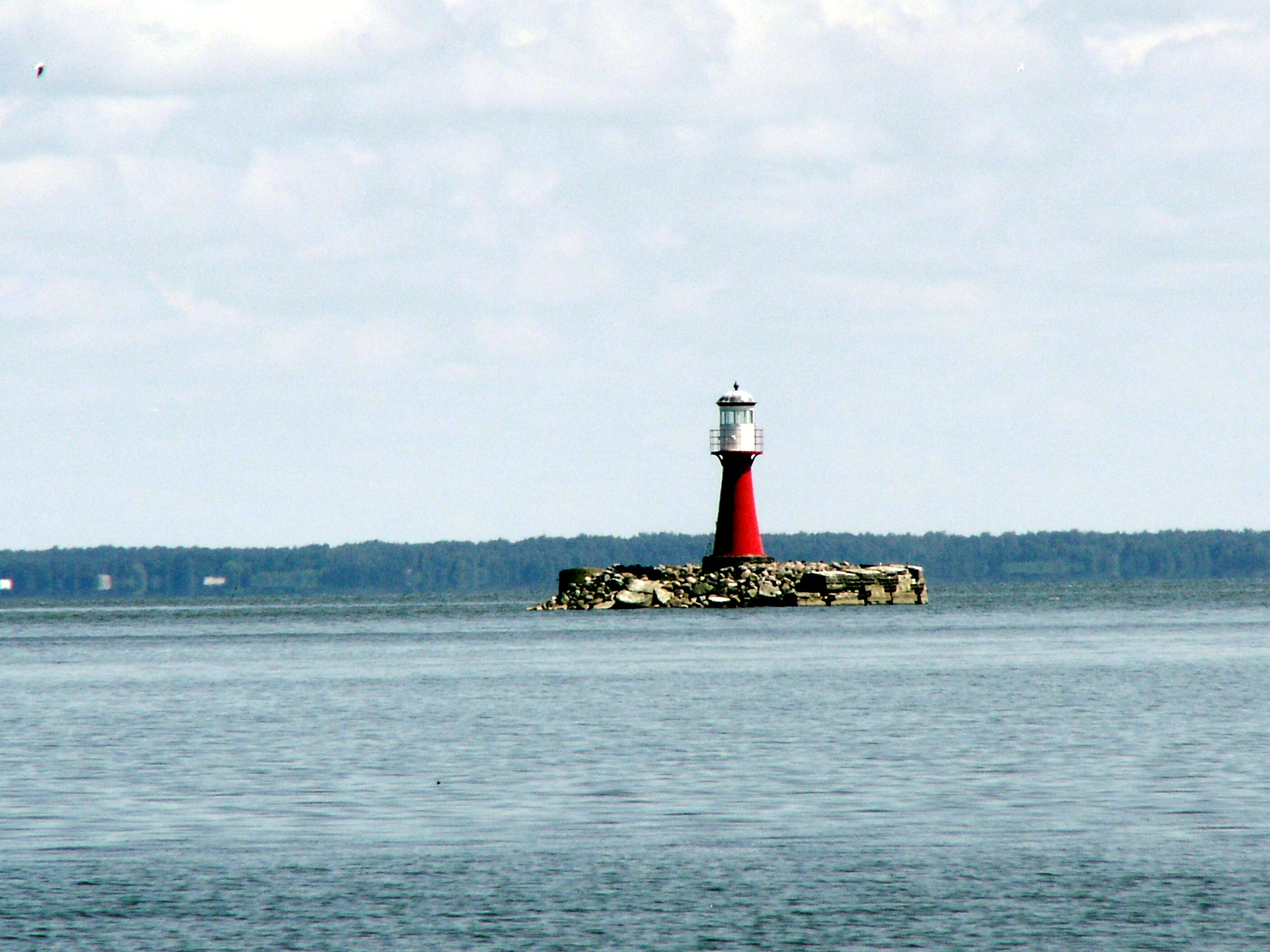
De vuurtoren
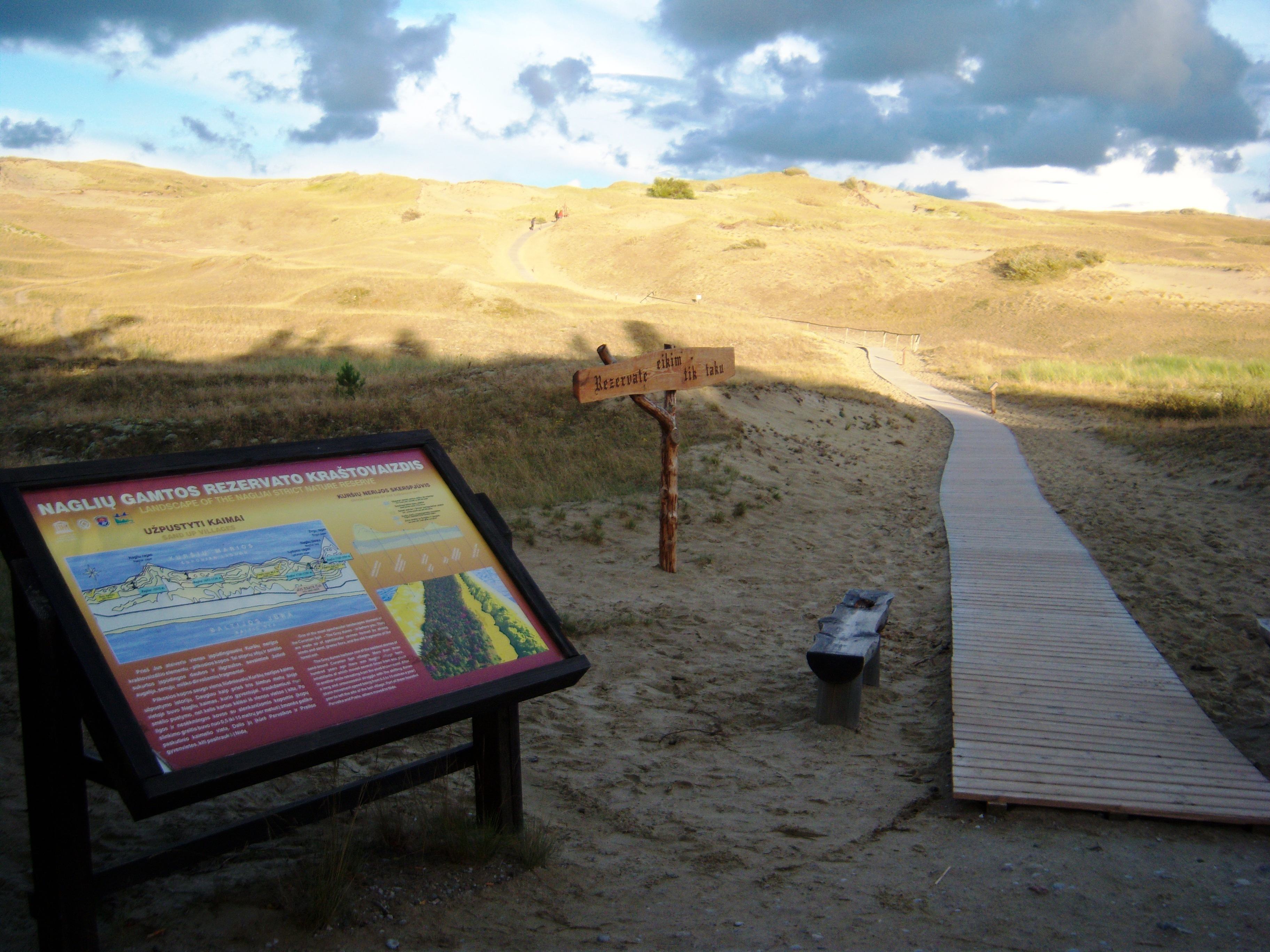
Informatiepaneel over het verdwenen Nagliai

Litouwse deel: Smiltynė · Alksnynė · Juodkrantė · Pervalka · Preila · Nida

Russische deel: Morskoje · Rybatsji · Lesnoj